# Айгнер, Эрнст
Эрнст А́йгнер (нем. Ernst Aigner; род. 31 октября 1966, Мёдлинг, Австрия) — австрийский футболист.

## Карьера

### Клубная
Футболом начал интересоваться с ранних лет, играл в любительской команде «Гунтрамсдорф». В 12 лет поступил в футбольную школу команды «Адмира Ваккер» из города Мариа-Энцерсдорф, где и начал профессионально заниматься футболом. В 1982 году, окончив среднюю школу, поступил в техническое училище города Пёхларн, где учился на столяра. Окончил училище в 1985 году и отправился обратно в команду «Адмира Ваккер», успешно дебютировав в её составе в 1986 году.
Лучшим сезоном в карьере Айгнера в составе «Адмиры» был сезон 1988/89: в Бундеслиге он занял второе место с командой, пропустив вперёд только «Сваровски-Тироль», который тренировал великий Эрнст Хаппель. Также с командой он дошёл до финала Кубка Австрии, выбив по пути сенсационно венскую «Аустрию» дома со счётом 3:2 и в гостях 5:2. В финальной двухматчевой серии в первой игре «Адмира» выиграла со счётом 2:0, причём Айгнер открыл счёт на 75-й минуте. Перед второй игрой в Инсбруке команда потеряла ряд ключевых игроков и уступила 2:6 во втором матче, что привело к победе «Сваровски-Тироля» в Кубке.
Летом 1989 Айгнер уехал в «Аустрию», где выиграл наибольшее количество наград. Он пришёл в качестве замены опытному Эрику Оберу, который закончил карьеру в конце предыдущего сезона. Трижды он побеждал в чемпионате Австрии с венской «Аустрией», и Кубок Австрии он выиграл также трижды в 1990, 1992 и 1994.
Осенью он отправился в команду «Санкт-Пёльтен» из второй Бундеслиги. В сезоне 1996/97 он вернулся в свою родную команду «Адмира Ваккер», которая собиралась вернуться в высшую австрийскую Бундеслигу. Однако он стремился не столько помочь команде вернуться в высшую лигу Австрии, сколько сохранить клуб как таковой и не повторить судьбу команды «Шталь» из Линца, которую «поглотил» клуб «Мёдлинг». В сезоне 1999/00 «Адмира» выиграла путёвку в Первую Бундеслигу, а Айгнер согласился сыграть ещё один сезон там в футболке «Адмиры». Осенью 2001 года он отправился в команду «Коттингбрунн» из Восточной региональной лиги, где и завершил карьеру.

### В сборной
В сборной Австрии Айгнер дебютировал 31 мая 1989 в игре с Норвегией. В отборе к чемпионату мира 1990 года его игра стала решающим вкладом в победу над ГДР со счётом 3:0, благодаря которой Австрия вышла на чемпионат мира 1990. В подготовительный период он помог команде одержать победу над испанцами (3:2) и венграми (3:0). В групповом этапе чемпионата мира он не смог помочь команде из-за травмы, и австрийцы упустили путёвку в плей-офф, пропустив вперёд Чехословакию. После чемпионата мира его преследовали травмы, и последнюю игру он сыграл в октябре 1990 с югославами.

## Достижения
- Чемпион Австрии: 1990/91, 1991/92, 1992/93
- Обладатель Кубка Австрии: 1989/90, 1991/92, 1993/94
- Обладатель Суперкубка: 1990, 1991, 1992, 1993
- Вице-чемпион Австрии: 1988/89, 1989/1990, 1993/94
- Финалист Кубка Австрии: 1988/89
- Чемпион Австрии по мини-футболу: 1989, 1991, 1992, 1994